# 古里 (上田市)
古里（こさと）は、長野県上田市の地名。

## 地理
上田市東部に位置する。町の東には千曲川の支流である神川が流れる。

## 歴史

### 沿革
- 1877年（明治10年）3月 - 小県郡岩門村・笹井村・染屋村・野竹村が合併して古里村となる。
- 1889年（明治22年）4月1日 - 町村制の施行により、古里村、住吉村、上野村、上田町（旧山口・金井・蛇沢村域）の区域をもって神科村が発足。旧村域は神科村大字古里となる。
- 1957年（昭和32年）8月1日 - 神科村が上田市に編入。上田市大字古里となる。
- 2006年（平成18年）3月6日 - （旧）上田市・真田町・武石村と合併し、（新）上田市が発足。上田市古里となる[4]。

## 世帯数と人口
2019年（令和元年）8月1日現在の世帯数と人口は以下の通りである。
| 大字 | 世帯数    | 人口    |
| ---- | --------- | ------- |
| 古里 | 2,693世帯 | 6,537人 |

### 人口の変遷
| 2005年（平成17年） | 6,022人 | [ 5 ] |  |
| 2010年（平成22年） | 6,151人 | [ 5 ] |  |
| 2015年（平成27年） | 6,393人 | [ 5 ] |  |

## 交通
- 国道18号
- 国道144号
- 長野県道79号小諸上田線
- 浅間山麓広域農道（浅間サンライン）

## 施設
- 上田古里郵便局
- 神科第二保育園
- あゆみ保育園
- 浄水管理センター
- 八十二銀行 神科支店
- 篠井神社
- 厳島神社（荒神神社）
- 廣野邊神社

## 史跡
- 岩門城跡（現・岩門神社）